# Elvis & Pape
Elvis & Pape ist ein Duo bestehend aus Rapper Michael Kröger (Elvis) und dem Sänger und Songwriter Carsten Pape.

## Geschichte
Michael Kröger gab sich während der Fußball-Bundesliga 2006/07 den Namen Elvis und veröffentlichte seinen ersten Song Unabsteigbar. Er ist Anhänger des Hamburger SV (HSV). Ab 2010 wurde er als Rapper aktiver und veröffentlichte 2011 sein erstes kommerzielles Album Einer von euch auf Wendt Musik Produktionen. Seine Lieder sind vor allem geprägt von Heimatliebe und Zugehörigkeitserklärungen zu seinem Verein.
Auch Carsten Pape, der unter anderem schon als Songwriter für Udo Lindenberg, Peter Maffay und Nena tätig war, ist bekennender Fan des HSV. Zusammen mit Lotto King Karl nahm er 2009 das Album Die große Liebe auf. 
2018 taten sich Pape und Elvis zusammen und veröffentlichten gemeinsam das Album Fan der Fans, das am 31. August 2018 Platz 24 der deutschen Charts erreichte.

## Diskografie
Alben
- 2018: Fan der Fans (Wendt Musik Produktionen/Soulfood)

Singles
- 2018: Mehr als ein Verein